# The People vs. Nancy Preston
The People vs. Nancy Preston è un film muto del 1925 diretto da Tom Forman. Prodotto da Hunt Stromberg, aveva come interpreti Marguerite De La Motte, John Bowers, Frankie Darro, David Butler, William V. Mong, Edgar Kennedy.
La sceneggiatrice Marion Orth firmò l'adattamento di The People Against Nancy Preston, romanzo di John A. Moroso pubblicato a New York nel 1921 che era già stato portato sullo schermo nel 1921 da Henry King con il film Dice of Destiny.

## Trama
Dopo aver scontato una pena a Sing Sing, Bill Preston non riesce a rigare dritto e viene braccato da Gloomy Gus, un inviato della Tierney Detective Agency. Preston viene ucciso durante una rapina in banca, lasciando vedova la moglie Nancy e orfano il piccolo Busby. I due vengono presi sotto protezione da Mike Horgan, un ex compagno di cella di Preston che, in carcere, ha studiato medicina. Dopo varie vicissitudini (Mike viene mandato di nuovo in galera da Gloomy Gus mentre Nancy, falsamente accusata di omicidio, riesce a fuggire), i due si ritrovano in una piccola città dove Mike comincia a esercitare la medicina con il suo vero nome, Stafford. Sempre sulle loro tracce, Gloomy Gus li ritrova. Ma si ricrederà su Mike e proverà l'innocenza di Nancy.

## Produzione
Il film fu prodotto dalla Hunt Stromberg Productions-

## Distribuzione
Il copyright del film, richiesto dalla Cinema Corp. of America, fu registrato il 26 ottobre 1925 con il numero LP21945.

Distribuito dalla Producers Distributing Corporation (PDC), il film - presentato da Hunt Stromberg - uscì nelle sale cinematografiche statunitensi il 1º novembre 1925.
Copia della pellicola si trova conservata negli archivi della Library of Congress di Washington e in quelli del Douris, National Archives of Canada.